# 自動車泥棒 (映画)
『自動車泥棒』（じどうしゃどろぼう）は、1964年に同名のオリジナル脚本を執筆した和田嘉訓が監督し、東宝が製作・配給して公開した日本の長篇劇映画である。和田嘉訓の監督昇進第1作であり、安岡力也および真理アンヌのデビュー作として知られる。

## 略歴・概要
まだサード助監督であったが、脚本を熱心に執筆していた東宝助監督部の和田嘉訓のオリジナルシナリオによる作品である。混血の孤児たちの生活を描く青春映画である。主人公「酋長」役に安岡力也、「ハツコ」役にデビイ・シエス（現在の真理アンヌ）、「アントニオ」役にロカビリー歌手フランツ・フリーデル、「ゼニガメ」役に上岡肇（現在のケン・サンダース）、「ゴロツキ」役に勝見守利（現在のMr.モーリー）、「コムギ」役に森田則之（現在のパット・モリタ）、「東北弁」役に城アキラ（ジョー山中）といった演技経験のない、または演技経験の少ない若者を起用し、本作は、多くの俳優たちにとって「デビュー作」となった。
同作は、同年10月4日、堀川弘通、ウーゴ・グレゴレッティ、クロード・シャブロル、ロマン・ポランスキーによるオムニバス映画『世界詐欺物語』と同時上映で全国公開された。本作で監督デビューした和田は、『キネマ旬報』1964年11月上旬号の『特別座談会 新人監督と日本映画の条件』に、河辺和夫、熊井啓、佐藤純弥、前田陽一ら各社の監督とともに出席している。
本作のタイトルは、ウィリアム・フォークナーが1962年に発表した長篇小説 The Reivers を、翌1963年に講談社が訳書を上梓した際につけた日本語題『自動車泥棒』と同一であるが、原作関係はない。
1972年、和田は、本作の続篇的な傾向の劇場用映画『脱出』をピート・マック・ジュニア（現在の藤原喜久男）、フラワー・メグらの出演を得て監督したが、東宝は同作の公開を見送った。

## 作品データ
- 製作 : 東宝
- 上映時間 （巻数 / メートル） : 98分 （7巻 / 2,700メートル）
- フォーマット : 白黒映画 - 東宝スコープ（2.35:1） - 24fps - モノラル録音
- 映倫番号 : 13598[2] （新映倫、一般映画指定）[1]
- 公開日 :  日本 1964年10月4日
- 配給 :  東宝

## スタッフ
- 製作 : 森田信、馬場和夫
- 監督・脚本 : 和田嘉訓
- 撮影 : 福沢康道
- 照明 : 平野清久
- 美術 : 北猛夫
- 録音 : 斎藤昭
- 整音 : 下永尚
- 編集 : 池田美千子
- スチール : 岩井隆志
- 光学撮影 : 真野田幸雄
- 振付 : 近藤玲子
- 音楽 : 武満徹
- 現像 : キヌタ・ラボラトリー
- 監督助手 : 松本正志、奈良正博
- 製作担当者 : 古賀祥一

## キャスト
- 安岡力也 - 酋長（混血児ブラック17歳）
- デビイ・シエス - ハツコ（混血児ブラウン16歳）
- 寺田農 - 朝雄（大学生22歳）
- フランツ・フリーデル - アントニオ（混血児ホワイト17歳）
- 上岡肇 - ゼニガメ（混血児ブラック17歳）
- 勝見守利 - ゴロツキ（混血児ホワイト14歳）
- 関本太郎 - コング（混血児ブラック13歳）
- 森田則之 - コムギ（混血児ホワイト11歳）
- 田沢幸男 - ワラジ（混血児ブラウン8歳）
- マイク・ピアス - マイク（混血児）
- 小林リンダ - ポチ（混血児ホワイト10歳）
- 原田直美 - ジロー（混血児ホワイト7歳）
- メリー・ピアス - 花子（混血児ブラック16歳）
- 西村エオルド - ユリエ（混血児ブラウン14歳）
- 中島めぐみ - サチコ（混血児ホワイト16歳）
- 関時子 - サリイ（混血児）
- 城アキラ - 東北弁（混血児ブラック17歳）
- 石神正己 - ヨコスカの黒い子（8歳）
- 細川ちか子 - 岩波（日本人尼僧50歳）
- 宮田芳子 - 河出（日本人尼僧40歳）
- 森今日子 - 角川（日本人尼僧30歳）
- 田中淳一 - 大沢師（40歳）
- B・ハッサム - エスラン大師（70歳）
- 上田吉二郎 - ラーメン爺（80歳）
- 平野威馬雄 - 白人老夫妻
- 武智豊子 - ホームの賄婦
- 伊吹新
- オスマン・ユスフ
- 中村和夫
- 関田裕
- 荒木保夫
- 川又由希夫